# Ryan Hreljac
Ryan Hreljac (Ottawa, 31 de maio de 1991) é um canadense que aos seis anos começou a juntar dinheiro para as pessoas afetadas pela falta de água potável, e desde então tem realizado vários projetos na África. 